# Ҩ
Ҩ,ҩ – litera cyrylicy. Używana jest w języku abchaskim, gdzie jest 32. literą alfabetu. Oznacza dźwięk [ɥ].
Pochodzi od cyrylickiej litery O. Litera została wprowadzona do alfabetu abchaskiego w 1862 roku.